# 嚴師範
嚴師範（1601年—17世紀），字大亦，湖廣黃州府黃岡縣人，明朝政治人物。

## 生平
嚴師範是萬曆四十六年（1618年）戊午科湖廣鄉試第六十六名舉人，崇禎四年（1631年）辛未科進士。吏部觀政，授將樂縣知縣，十一年（1638年）升兵部車駕司主事，十二年（1639年）升職方司員外郎，同年升武選司郎中，十三年（1640年）出為河南布政使司右參議。任官時盡心奉法，人稱廉明，薪俸有餘就會捐款興建橋梁及津渡，其後得起為河南巡撫，惟未赴官就去世，葬在東絃鄉土橋。

## 家族
曾祖嚴政；祖父嚴論；父嚴珣。

## 引用
1. ↑  《崇祯四年辛未科三百五十名进士履历》：严师范，大亦，書四房，辛丑六月初三日生。黄冈人，乡六十六，会一百十六，三甲二百五十七名。吏部政，壬申授将乐知县，戊寅升兵部车驾司主事，己卯升职方司员外，本年升武选司郎中，庚辰升河南右参议。曾祖政。祖論，庠生。父珣，举人。
2. 1 2  光緒《黃岡縣志·卷十·人物志》：嚴師範，字大亦，工文辭，崇禎辛未進士，兵部郎中。累官河南布政使司，所至盡心奉法，皆稱廉明，稍有俸餘悉捐施橋梁津渡，起河南巡撫未赴卒。
3. ↑  光緒《黃岡縣志·卷七·選舉志》：（萬曆）四十六年戊午科（舉人）……嚴師範 珣子，中會試
4. ↑  光緒《黃岡縣志·卷二十三·雜志》：河南布政右參議嚴師範墓 在東紅絃土橋